# دائرة حمام دباغ
دائرة حمام دباغ هي إحدى دوائر ولاية قالمة الجزائرية.